# WTA-toernooi van Luik
Het WTA-toernooi van Luik was een eenmalig tennistoernooi voor vrouwen dat van 3 tot en met 9 mei 1993 plaatsvond in de Belgische stad Luik. De officiële naam van het toernooi was Belgian Open.
De WTA organiseerde het toernooi, dat in de categorie "Tier IV" viel en werd gespeeld op gravel.
Er werd door 32 deelneemsters gestreden om de titel in het enkelspel, en door 16 paren om de dubbelspeltitel. Aan het kwalificatietoernooi voor het enkelspel namen 29 speelsters deel, met vier plaatsen in het hoofdtoernooi te vergeven.
De Tsjechische Radka Bobková zegevierde zowel in het enkel- als in het dubbelspel.

## Enkel- en dubbelspeltitel in één jaar
| speelster     | in het jaar |
| ------------- | ----------- |
| Radka Bobková | 1993        |

## Finales

### Enkelspel
| datum†     | winnares      | tegenstandster  | score         |
| ---------- | ------------- | --------------- | ------------- |
| 1993-05-03 | Radka Bobková | Karin Kschwendt | 6-3, 4-6, 6-2 |

† De datum komt overeen met de eerste toernooidag.

### Dubbelspel
| jaar | winnaressen                      | tegenstandsters              | score         |
| ---- | -------------------------------- | ---------------------------- | ------------- |
| 1993 | Radka Bobková María José Gaidano | Ann Devries Dominique Monami | 6-4, 2-6, 7-6 |

## Bron
- (en)  Toernooischema WTA

ITF-toernooien (mannen en vrouwen)

ATP-toernooien (mannen) – ATP-seizoen 2025

WTA-toernooien (vrouwen) – WTA-seizoen 2025

Voormalige toernooien mannen
Voormalige toernooien vrouwen
Voormalige amateurtoernooien